# Lawrence Stone
Lawrence Stone (Epsom, Surrey al sud-est d'Anglaterra, 4 de desembre de 1919 - 16 de juny de 1999) va ser un historiador anglès. Se'l considera una autoritat en la Guerra Civil Anglesa i altres períodes de la història del Regne Unit a l'edat moderna, i en altres temes històrics i antropològics, com el matrimoni.
Es va educar a Charterhouse School (1933-1938), la Sorbona (1938) i la Universitat d'Oxford (1938-1940 & 1945-1946). Durant la Segona Guerra Mundial, va servir com a voluntari en la reserva de la Royal Navy.
Stone va exercir de don, no de professor, a la Universitat d'Oxford entre 1947-1963, però després d'aquest període, va aconseguir el lloc de Dodge Professor d'història a la Universitat de Princeton (1963-1990).
Lawrence Stone, va ser una figura clau, juntament amb Eric Hobsbawm i EP Thompson, en la reconstrucció i la reorganització de la noció de la història social amb l'ampliació en el seu terreny dels canvi dels seus mètodes, mostrant com les teories i tècniques de les ciències socials podien aplicar-se en les investigacions històriques. Impetuós i polèmic en la seva joventut, va madurar en un món social d'historiadors impetuosos i s'hi va mantenir fins al final.
Lawrence Stone va mantenir una empresa historiogràfica dinàmica, entusiasta, espurnejant, i sospitosa. El seu objectiu era la consecució de fer una història social interessant i emocionant, a fi d'estimular i fomentar la investigació, i obrir nous territoris i nous òrgans de les proves.
A l'edat de 79 anys va morir patint els efectes de la malaltia de Parkinson. Va morir tranquil·lament a la seua residència de Princeton, on residia des dels 60.

## Idees
Les seves obres més divulgades van ser The Crisis of the aristocracy, 1558-1641(La Crisi de l'Aristocràcia) i The Family, Sex and Marriage in England, 1500-1800(Família, Sexe i Matrimoni a Anglaterra). A la primera fa un detallat estudi quantitatiu sobre un extens corpus de dades sobre les activitats econòmiques de l'aristocràcia anglesa, per arribar a la conclusió que hi va haver una important crisi econòmica a la noblesa als segles xvi i xvii (conclusió discutida per la demostració de Christopher Thompson que els ingressos -peerage's real income-van ser majors en 1602 que en 1534 i van créixer substancialment fins a 1641.) A la segona, Stone va fer servir els mateixos mètodes quantitatius per estudiar la vida familiar. La conclusió de Stone (que reflectia el poc amor als matrimonis abans del segle xviii) va donar pas a un devastador contraatac dels medievalistes que assenyalaven que Stone havia ignorat el període medieval, on hi ha àmplia evidència de molts matrimonis per amor. Per als anys vuitanta, Stone havia abandonat la seva tesi.
Stone va ser un dels principals impulsors de l'ús dels mètodes de les ciències socials per estudiar la història. Argumentava que l'ús de mètodes quantitatius (història quantitativa) per a reunir dades, podia conduir a útils generalitzacions per a diferents períodes. No obstant això, mai va proposar la recerca de lleis de la història a la manera de Karl Marx o Arnold J. Toynbee. Per Stone, tot el que es podia fer era crear generalitzacions sobre un segle, i no més. Estava molt interessat en l'estudi de les mentalitats populars en l'edat moderna, seguint l'exemple de la francesa Escola d'Annales, encara que rebutjava les teories geogràfiques de Fernand Braudel per massa simplificadores. Seguint és mateixa tendència, Stone confiava més en la combinació de la història amb l'antropologia i oferir una "thick description"a la manera de Clifford Geertz.
L'obra de Stone és molt controvertida. Per a alguns, va ser un radicaltrail-blazer, però per alguns historiadors de tendència conservadora, els seus mètodes van ser una desgràcia per a la historiografia.
La tesi de Stone que l'elit política britànica estava tancada a nous membres ha tingut una important revisió. Un cop àmpliament acceptada i popularitzada en obres com les de Simon Schama (Citizens -ciutadans-, sobre la Revolució francesa), ha estat desafiada recentment: per exemple, l'obra de Ellis Wasson Born to Rule: British Political Elites (2000, Nascuts per governar: elits polítiques britàniques) mostra que la classe dirigent estava bàsicament oberta a nous membres al llarg de les edats moderna i contemporània. La proposta de Stone ha demostrat estar basada en evidències quantitatives insuficients.